# Alfred (opera)
Alfred är en opera i tre akter med musik av Thomas Arne och libretto av James Thomson och David Mallet.

## Historia
År 1740 följde Arne upp succén med maskspelet Comus genom att komponera Alfred som hade premiär den 1 augusti 1740 i en privat föreställning på Cliveden House i Berkshire i närvaro av Fredrik, prins av Wales. Senare reviderade Arne verket till ett oratorium 1745 och en opera 1753. Verkets är mest känd för finalens patriotiska sång Rule, Britannia!.

## Personer
- Alfred (tenor)
- Emma/Venus (sopran)
- Ande/Pallas/Paris (mezzosopran)
- Bard/Merkurius (bas)

## Handling
Kung Alfred den store flyr från danerna och deras kung Hubba. Alfred söker skydd hos ett bondepar. En eremit råder honom att besegra danerna och Alfred samlar en armé. Alfreds hustru Eltruda och sonen Edward anländer och gläder sig år att han är i livet. Alfred och hans män segrar och alla stämmer upp i slutsången "Rule, Britannia!".